# ふたり (1973年の映画)
『ふたり』（原題：Two People）は、1973年制作のアメリカ合衆国の恋愛映画。ロバート・ワイズ監督。

## あらすじ
モロッコのマラケシュ。アメリカ人の青年エバン・ボナーは、アメリカ大使館員のフィッツジェラルドとレストランで食事をしていた。そこへ3人連れの客が入ってきて、フィッツジェラルドに挨拶をした。その中の1人は、ヴォーグの表紙にもなる売れっ子モデルのディアドラという女性だった。
やがてエバンは帰国すべくカサブランカ行きの列車に乗ると、ディアドラと再会した。たちまち2人は意気投合、ディアドラは自分の身の上を語るが、エバンは何故か話したがらない。そして2人は、カサブランカからパリに向かう飛行機に同乗、エバンはそこで初めて重い口を開く。実はエバンはベトナム戦争に出征していたが脱走、モロッコの地まで逃げてきたのだが、逃げ回ることに疲れて出頭し、本国に送還される身だったのだ。
それを聞いたディアドラは平静を装いながらも、その心は思わぬほど強く揺れていた。パリに着くと、ディアドラはエバンにモンパルナスのクラブを教えて去る。これ以上、2人が関わってもどうにもならないことを感じたからだったのだが、やがてそれを後悔したディアドラはもと来た道を戻り、エバンと固く抱き合う。お互いの愛を確かめた瞬間だった。
2人はその後、ニューヨークに着く。エバンは収監される前にディアドラの家族に会い、本当の親子のような束の間の平和な時間を過ごすのだった。

## キャスト
| 役名                 | 俳優                         | 日本語吹替     | 日本語吹替 |
| 役名                 | 俳優                         | TBS版          | ？版       |
| -------------------- | ---------------------------- | -------------- | ---------- |
| エバン・ボナー       | ピーター・フォンダ           | 津嘉山正種     | 井上真樹夫 |
| ディアドラ           | リンゼイ・ワグナー           | 田島令子       |            |
| バーバラ             | エステル・パーソンズ         | 京田尚子       |            |
| フィッツジェラルド   | アラン・ファッジ             | 青野武         |            |
| ジル                 | フィリップ・マーチ           | 寺島幹夫       |            |
| マクラスキー夫人     | フランシス・スターンハーゲン | 島木綿子       |            |
| マーカス             | ブライアン・リマ             | 小山茉美       |            |
| ロン                 | ジェフリー・ホーン           | 徳丸完         |            |
| 以下はノンクレジット |                              |                |            |
| 金髪女性             | ナタリー・バイ               | 川島千代子     |            |
| マリオ               |                              | 加藤正之       |            |
| 給仕係               |                              | 桜本昌弘       |            |
| 行商人               |                              | 谷口節         |            |
| アラブ人             |                              | 宮下勝         |            |
| アラブ人             | 小関一                       |                |            |
| アラブ人             | 政宗一成                     |                |            |
| 日本語版スタッフ     |                              |                |            |
| 演出                 | 演出                         | 左近允洋       |            |
| 翻訳                 | 翻訳                         | 額田やえ子     |            |
| 効果                 | 効果                         | VOX            |            |
| 調整                 | 調整                         | 栗林秀年       |            |
| 制作                 | 制作                         | グロービジョン |            |
| 解説                 | 解説                         | 荻昌弘         |            |

- TBS版：初回放送1979年3月5日『月曜ロードショー』